# Aeroportul Wiarton
Aeroportul Wiarton (IATA: YVV, ICAO: CYVV) este un aeroport din South Bruce Peninsula⁠(d), Bruce County⁠(d), Ontario, Canada. Aeroportul a fost tranzitat în 2017 de 0 pasageri.
Situat la o altitudine de 222 m, aeroportul dispune de 1 pistă.

## Infrastructură

### Piste
Aeroportul dispune de o singură pistă. Pista are orientarea 05/23. 